# Río Arun (Nepal)
El Río Arun (en nepalí: अरुण नदी; en chino: 阿龙河) es un río transfronterizo que forma parte del sistema fluvial Kosi o Sapt Koshi en Nepal. Se origina en la Región Autónoma del Tíbet de la República Popular de China, donde se le llama el Phung Chu o Bum- chu.
En el Tíbet, el río se llama Bum- chu, también transcrito Phung -Chu o del chino como Peng Qu o Pumqu. Men Qu o Moinqu es un afluente superior de drenaje de los glaciares del Shisha Pangma. En Nepal el nombre del río cambia a Arun.
El nombre tibetano Bum- chu puede referirse a una ceremonia religiosa, y chu es la palabra tibetana para el agua.